# Abaddon

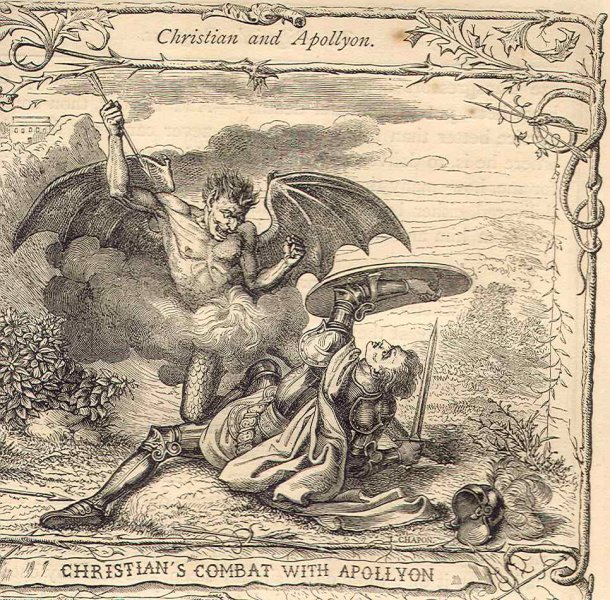
Apollyon combatte contro Cristiano ne Il pellegrinaggio del cristiano di John Bunyan

Il termine ebraico Abaddon (in ebraico אֲבַדּוֹן‎?, 'Ǎḇaddōn) è utilizzato nella Bibbia ebraica per indicare la distruzione o un luogo di rovina e distruzione ("l'Abisso"), mentre nel Nuovo Testamento, per la precisione nel Libro dell'Apocalisse, accoppiato con il suo equivalente greco Apollyon (Ἀπολλύων), è il nome di un angelo.

## Etimologia dei termini
L'ebraico אֲבַדּוֹן ('ǎḇaddōn) è una forma intensiva del verbo אָבַד (abad, "perire", "distruggere"), che nella Bibbia ebraica si trova 174 volte, e significa "luogo di distruzione", "distruzione", "rovina"; nella Septuaginta, ǎḇaddōn è tradotto in greco come ἀπώλεια (apoleia).
Il termine greco usato nel libro dell'Apocalisse, Ἀπολλύων (Apollyon), deriva da ἀπόλλυμι (apollumi), "distruggere", quindi significa "il distruttore".

## Fonti testuali

### Bibbia ebraica
Nel Tanakh, il termine abaddon viene utilizzato sei volte, di cui quattro in accoppiata con un altro lemma ebraico, שאול (sheol), che indica il regno dei morti:
- Nuda è la tomba (sheol) davanti a lui e senza velo è l'abisso (abaddon). (Gb26:6[4])
- L'abisso (abaddon) e la morte dicono: «Con gli orecchi ne udimmo la fama». (Gb28:22[5])
- quello è un fuoco che divora fino alla distruzione (abaddon) e avrebbe consumato tutto il mio raccolto. (Gb31:12[6])
- La tua bontà sarà narrata nel sepolcro (sheol)? O la tua fedeltà nel luogo della distruzione (abaddon)? (Sl88:11[7])
- Gl'inferi (sheol) e l'abisso (abaddon) sono davanti al Signore, tanto più i cuori dei figli dell'uomo. (Pr15:11[8])
- Come gli inferi (sheol) e l'abisso (abaddon) non si saziano mai, così non si saziano mai gli occhi dell'uomo. (Pr27:20[9])

### Nuovo Testamento
Nel Libro dell'Apocalisse Abaddon è trattato per la prima volta come individuo anziché come luogo: 
La Vulgata latina e la Bibbia di Douai-Rheims hanno una frase in più rispetto al testo greco, in Latin Exterminans ("in latino sterminatore").
Qui, Abaddon, di cui viene fornito anche il nome in greco, Apollyon, è descritto come "angelo dell'abisso" e re di un'armata di locuste infernali, le quali tormentano atrocemente per cinque mesi tutti coloro che non portano il "sigillo di Dio" sulla loro fronte.

### Testi non biblici
Il nome "Abbadon" appare negli Inni di ringraziamento, che sono uno dei manoscritti non biblici di Qumran, in due diversi passaggi che citano "[...] da Sheol-Abaddon mi hai innalzato [...]" e "[...] i torrenti di Belial irrompono in Abaddon". In un apocrifo chiamato Apocalisse di Bartolomeo, invece, Abaddon è presente nella tomba di Gesù al momento della sua resurrezione.
Viene poi menzionato in un'omelia attribuita a Timoteo di Alessandria, chiamata Intronizzazione di Abbaton; qui, l'angelo è inizialmente chiamato "Muriel", e riceve da Dio il compito di raccogliere la terra con cui verrà plasmato Adamo; successivamente viene nominato "guardiano", e pregando Dio ottiene che qualunque uomo l'avesse venerato sarebbe stato salvato. Nel giorno del giudizio, inoltre, Abbadon avrebbe ricevuto il compito di raccogliere le anime nella Valle di Giosafat.
Infine, in alcune leggende della letteratura rabbinica, Abaddon è il nome di un luogo dell'inferno, visitato da Mosè, dove giacciono fra fuoco e neve coloro che hanno peccato di incesto, omicidio e idolatria, quelli che hanno maledetto i loro genitori e i loro insegnanti, e quelli che si sono considerati come dei.

## Interpretazioni

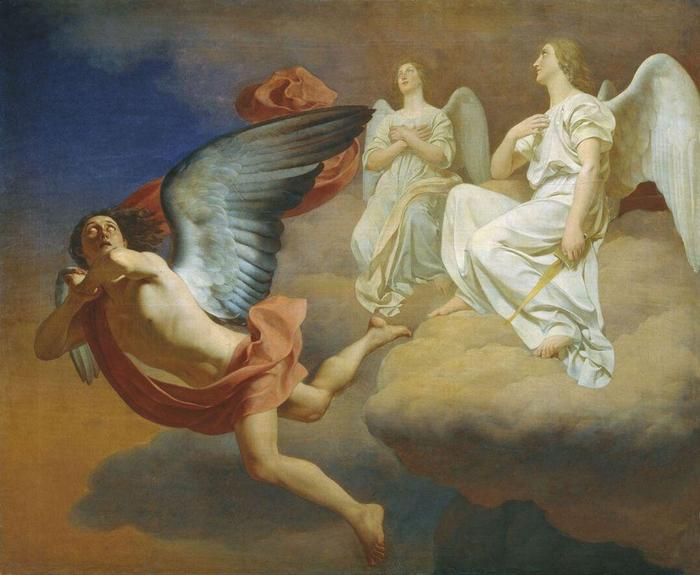
Abaddon e angeli, di Fëdor Zav'jalov

Data la cripticità della citazione dell'Apocalisse, le interpretazioni sulla natura di Abaddon sono diverse.

### Protestantesimo
Nell'ambito del protestantesimo, il nonconformista Matthew Henry riteneva che Abaddon fosse l'anticristo, mentre David Brown (della Chiesa Libera di Scozia) e Henry Halley (dei Discepoli di Cristo) lo identificavano con Satana.
All'opposto, la pubblicazione metodista The Interpreter's Bible affermò che: "Abaddon, tuttavia, è un angelo non di Satana ma di Dio, svolgendo il suo lavoro di distruzione agli ordini di Dio."

### Testimoni di Geova
Secondo i testimoni di Geova Abaddon è un altro nome per Gesù Cristo risorto e asceso al cielo, poiché nell'Apocalisse l'angelo in possesso delle "chiavi dell'abisso" è descritto come emissario di Dio dai cieli, e getta e imprigiona Satana nell'abisso.

### Mormonismo
Secondo i mormoni, "Abaddon" è uno dei titoli del demonio.